# 7188 Yoshii
7188 Yoshii è un asteroide della fascia principale. Scoperto nel 1992, presenta un'orbita caratterizzata da un semiasse maggiore pari a 2,1921273 au e da un'eccentricità di 0,1545811, inclinata di 3,94781° rispetto all'eclittica.
L'asteroide è dedicato all'astronomo amatoriale giapponese Koichi Yoshii.